# Всеафриканські ігри 1965
І Всеафрика́нські і́гри — континентальні спортивні змагання, що проходили з 18 по 25 липня 1965 року в місті Браззавіль (Республіка Конго).
Відкриття змагань відбулось на стадіоні «Евері Брандейдж» (Avery Brundage). Як спостерігачі були присутні представники МОК.
Майже 2500 спортсменів із 29 країн Африки змагались у 12 видах спорту серед чоловіків та у 2 видах (баскетбол і легка атлетика) серед жінок. Переможцем загальнокомандного заліку стала збірна команда Об'єднаної Арабської Республіки (політичний союз Єгипту та Сирії).
Успіх ігор був обумовлений участю в них таких зірок спорту, як срібні призери Олімпійських ігор у Токіо Вілсон Кіпружут, Мохаммед Гаммуді та майбутні олімпійські медалісти Олімпійських ігор у Мехіко Кіп Кейно, Нафталі Тему й Мамо Волде.

## Види спорту
1. Баскетбол
2. Бокс
3. Боротьба
4. Важка атлетика
5. Велоспорт
6. Волейбол
7. Гандбол
8. Дзюдо
9. Легка атлетика
10. Плавання
11. Теніс
12. Футбол

## Медальний залік
| Країна                        | Золото | Срібло | Бронза | Разом |
| ----------------------------- | ------ | ------ | ------ | ----- |
| Об'єднана Арабська Республіка | 17     | 10     | 3      | 30    |
| Нігерія                       | 9      | 6      | 4      | 19    |
| Кенія                         | 8      | 11     | 4      | 23    |
| Сенегал                       | 6      | 3      | 7      | 16    |
| Берег Слонової Кістки         | 5      | 2      | 5      | 12    |
| Гана                          | 2      | 4      | 6      | 12    |
| Алжир                         | 2      | 3      | 6      | 11    |
| Малі                          | 2      | 1      | 0      | 3     |
| Туніс                         | 1      | 5      | 6      | 12    |
| Камерун                       | 1      | 2      | 2      | 5     |
| Республіка Конго              | 1      | 2      | 2      | 5     |
| Мадагаскар                    | 0      | 2      | 4      | 6     |
| Уганда                        | 0      | 1      | 4      | 5     |
| Верхня Вольта                 | 0      | 1      | 1      | 2     |
| Габон                         | 0      | 0      | 3      | 3     |
| Чад                           | 0      | 0      | 3      | 3     |
| Того                          | 0      | 0      | 2      | 2     |
| Ефіопія                       | 0      | 0      | 1      | 1     |
| Замбія                        | 0      | 0      | 1      | 1     |
| ДР Конго                      | 0      | 0      | 1      | 1     |
| Нігер                         | 0      | 0      | 1      | 1     |
| Танзанія                      | 0      | 0      | 1      | 1     |
| Всього                        | 54     | 53     | 67     | 177   |

## Легка атлетика

### Чоловіки
| Дисципліна                     | Золото                                 | Срібло                                 | Бронза                                                                      |
| ------------------------------ | -------------------------------------- | -------------------------------------- | --------------------------------------------------------------------------- |
| Біг (100 метрів)               | Геусу Коне Берег Слонової Кістки       | Джон Овіті Кенія                       | Фолу Ерінле Нігерія                                                         |
| Біг (200 метрів)               | Геусу Коне Берег Слонової Кістки       | Девід Нжоке Нігерія                    | Жан-Луїс Ревеломанатсо Мадагаскар                                           |
| Біг (400 метрів)               | Вілсон Кіпружут Кенія                  | Джеймс Едді Гана                       | Амаду Джаку Сенегал                                                         |
| Біг (800 метрів)               | Вілсон Кіпружут Кенія                  | Папа Мамбайє Ндіайє Сенегал            | Пітер Френсіс Кенія                                                         |
| Біг (1500 метрів)              | Кіп Кейно Кенія                        | Чарльз Мейна Кенія                     | Ахмед Ісса Чад                                                              |
| Біг (5000 метрів)              | Кіп Кейно Кенія                        | Нафталі Тему Кенія                     | Мамо Волде Ефіопія                                                          |
| Стиплчез (3000 метрів)         | Бенджамін Коґо Кенія                   | Нафталі Чирчир Кенія                   | Едді Окадапу Уганда                                                         |
| Біг з перешкодами (110 метрів) | Фолу Ерінле Нігерія                    | Едвард Акіка Нігерія                   | Сімбара Макі Берег Слонової Кістки                                          |
| Біг з перешкодами (400 метрів) | Кімару Сонгок Кенія                    | Мамаду Сарр Сенегал                    | Самуель Санг Кенія                                                          |
| Стрибки у висоту               | Самуель Айгун Нігерія                  | Генрі Еленді Конго                     | Ахмед Сінуссі Чад                                                           |
| Стрибки в довжину              | Едвард Акіка Нігерія                   | Єжедін Якуб Хамед Єгипет               | Мансур Діа Сенегал                                                          |
| Стрибки з жердиною             | Бру Елле Берег Слонової Кістки         | Мохамед Ала Джита Єгипет               | Бернар Гніплу Берег Слонової Кістки Жан-Проспер Цондзабека Республіка Конго |
| Потрійний стрибок              | Самуель Айгун Нігерія                  | Мансур Діа Сенегал                     | Лорент Сарр Сенегал                                                         |
| Метання диска                  | Намакоро Ніарі Малі                    | Дені Сегі Крагбе Берег Слонової Кістки | Патрік Ануква Нігерія                                                       |
| Метання списа                  | Ентоні Ояхіре Нігерія                  | Черон Кіпталам Кенія                   | Ені Янямбал Чад                                                             |
| Штовхання ядра                 | Дені Сегі Крагбе Берег Слонової Кістки | Хасан Магрус Єгипет                    | Йован Очола Уганда                                                          |
| Естафета (4×100 метрів)        | Сенегал                                | Нігерія                                | Гана                                                                        |
| Естафета (4×400 метрів)        | Сенегал                                | Кенія                                  | Гана                                                                        |

### Жінки
| Дисципліна                    | Золото                   | Срібло                   | Бронза                  |
| ----------------------------- | ------------------------ | ------------------------ | ----------------------- |
| Біг (100 метрів)              | Джамоке Боданрін Нігерія | Реджина Окафор Нігерія   | Розі Харт Гана          |
| Біг з перешкодами (80 метрів) | Розі Харт Гана           | Діана Монкс Кенія        | Мопелопе Обаємі Нігерія |
| Стрибки у висоту              | Амелія Околі Нігерія     | Хабіба Атта Гана         | Реджина Еворі Уганда    |
| Стрибки в довжину             | Еліс Аннум Гана          | Анжеліна Осуджву Нігерія | Тедді Накісуї Уганда    |
| Метання списа                 | Хелена Оквара Нігерія    | Терезія Дісмас Танзанія  | Анжеліна Еняква Нігерія |
| Естафета (4×100 метрів)       | Нігерія                  | Гана                     | Камерун                 |

## Футбол
| Золото           | Срібло | Бронза                |
| ---------------- | ------ | --------------------- |
| Республіка Конго | Малі   | Берег Слонової Кістки |